# 마스터 피라밍크스
마스터 피라밍크스 (Master Piraminx)는 피라밍크스의 변종 큐브이다. 4X4크기의 면과 층으로 이루어진 정사면체 형태의 큐브이다.